# آگوست موسگر
 آگوست موسگر (آلمانی: August Musger؛ زاده ۱۰ فوریه ۱۸۶۸ درگذشته ۳۰ اکتبر ۱۹۲۹) یک فیزیک‌دان اهل اتریش بود.
او بعداز اختراع اسلوموشن مشهور شد.